# Kotdwara
Kotdwara é um cidade no distrito de Garhwal, no estado indiano de Uttaranchal.

## Demografia
Segundo o censo de 2001, Kotdwara tinha uma população de 25,400 habitantes. Os indivíduos do sexo masculino constituem 53% da população e os do sexo feminino 47%. Kotdwara tem uma taxa de literacia de 70%, superior à média nacional de 59.5%: a literacia no sexo masculino é de 74% e no sexo feminino é de 66%. Em Kotdwara, 14% da população está abaixo dos 6 anos de idade.